# Закиров, Нематжан Талипжанович
Нематжан Талипжанович Закиров (род. 1 января 1962, Кочкор-Ата) — советский и кыргызский футболист, тренер. Мастер спорта Кыргызской Республики (2000).

## Клубная карьера
Начал заниматься футболом в Кочкор-Ате. В 1979 году получил приглашение в сильнейшую команду Киргизской ССР — «Алга» из Фрунзе. В чемпионате СССР начал играть во второй лиге (восьмая зона) в 1982 году. В 1985-86 годах играл в команде «Алай» Ош. В 1987 году вернулся в «Алгу».
С развалом чемпионата СССР и с появлением чемпионатов независимых стран, в частности чемпионата Кыргызстана, в 1992 году выехал за рубеж для продолжения игровой карьеры. Два сезона провёл в «Пирине» из болгарского Благоевграда. С начала 1994 года играл в «Левски», выступавшем в группе B. Через два сезона команда вышла в высший дивизион.
В 1997 и 1998 годах играл в казахстанской «Астане». Сезон 1999 года проводит в талдыкорганском «Жетысу».
Под конец карьеры в 2000-01 годах играл в бишкекском СКА ПВО.

## Карьера в сборной
Привлекался в сборную Кыргызстана, в составе которой провёл 5 игр и забил 1 гол. Единственный мяч был забит в ворота сборной Ирака в матче отборочного турнира к Кубку Азии 2000 года 7 августа 1999 года на душанбинском стадионе «Центральный».

## Достижения
- Серебряный призёр первенства 2 лиги чемпионата СССР (3): 1983, 1988 1989
- Серебряный призёр первенства 2 лиги чемпионата СССР (2): 1987, 1991
- Чемпион Кыргызстана (3)% 1992, 2000, 2001
- Обладатель Кубка Кыргызстана (3): 1992, 2000, 2001

## Тренерская карьера
По окончании игровой карьеры работал тренером. С 2000 по 2003 год возглавлял клуб «Алга». С января 2003 года по декабрь 2005 года, с ноября 2007 года по май 2008 года и с июля 2008 до конца года работал главным тренером сборной Кыргызстана. С мая по июль 2008 году в Германии учился на курсах тренеров АФК по программе диплома PRO в Германии.
Некоторое время работал с командой первой лиги «Живое пиво». В 2013 году снова руководил тренерским штабом «Алги». В 2014 году выехал в китайский Синьцзян, где работал с молодёжной женской командой Синьцзян-Уйгурского автономного округа. Во второй половине сезона 2017 года тренировал «Алгу». В начале 2018 года назначен главным тренером «Нефтчи» (Кочкор-Ата).
С сентября 2021 года — главный тренер женской сборной Кыргызстана.

## Достижения
- Чемпион Кыргызстана (3): 2000, 2001, 2002
- Обладатель Кубка Кыргызстана (6): 2000, 2001, 2002, 2003, 2007, 2019